# 活水女子大学の人物一覧
活水女子大学の人物一覧（かっすいじょしだいがくのじんぶついちらん）は、活水女子大学に関係する人物の一覧記事。

## 著名な教職員
- 大谷研二 - 音楽学部教授、指揮者
- 安川徹 - 音楽学部准教授、作曲家
- 吉田峰明 - 音楽学部教授、作曲家

## 主な出身者

### 政治
- 中山マサ - 日本初の女性閣僚（第35代厚生大臣）、旧活水高等女学校卒業
- 神近市子-衆議院議員、旧活水高等女学校中退

### 文学
- 村山早紀 - 児童文学作家

### 芸能
- 佐田玲子 - シンガーソングライター、さだまさしの妹
- 前原さとみ - ラジオパーソナリティ
- 吉田いつか - ラジオパーソナリティ
- 大場千亜妃 - タレント、リポーター
- 鎌田優紀子 - 作曲家

### マスコミ
- 江上浩子 - 元熊本放送アナウンサー（現・報道部所属）
- 佐藤倫子 - 元名古屋テレビ放送アナウンサー
- 小田久美子 - テレビ長崎契約アナウンサー、2010年長崎ロマン大使
- 矢野香 - 元NHK契約キャスター、 長崎大学准教授、スピーチコンサルタント